# Palazuelos de Eresma
Palazuelos de Eresma – gmina w Hiszpanii, w prowincji Segowia, w Kastylii i León, o powierzchni 36,7 km². W 2011 roku gmina liczyła 4561 mieszkańców.